# Tipizzazione forte
Nella programmazione informatica, la tipizzazione forte e la tipizzazione debole indicano due metodologie in cui è stabilito il sistema dei tipi di un linguaggio di programmazione.  
Nonostante i due termini non abbiano una definizione precisa e universalmente riconosciuta, generalmente un sistema fortemente tipizzato prevede che il tipo di una variabile non possa cambiare nel corso dell'esecuzione. Al contrario, un sistema debolmente tipizzato permette di passare da un tipo a un altro durante l'esecuzione. La definizione di sistema fortemente o debolmente tipizzato varia a seconda delle operazioni che il linguaggio permette di fare sui tipi. Ad esempio, C è considerato fortemente tipizzato, ma permette alcuni meccanismi, come la conversione di tipo (implicita ed esplicita), che altri linguaggi non consentono. 
La tipizzazione forte o debole differisce dal concetto di tipizzazione statica o dinamica, che regola quando viene effettuato il controllo dei tipi: rispettivamente in compilazione e in esecuzione. 